# 556
556 г. е била високосна година, според юлиянския календар.